# 쿵링후이
쿵링후이(중국어 간체자: 孔令辉, 정체자: 孔令輝, 병음: Kǒng Lìnghuī, 한자음: 공령휘, 1975년 10월 18일~)는 중화인민공화국의 탁구 선수이다. 올림픽에 3회 참가하여 1996년 하계 올림픽에서 남자 복식 금메달, 2000년 하계 올림픽에서 남자 단식 금메달, 남자 복식 은메달을 획득했다. 그는 역사상 3번째로 올림픽, 세계 선수권 대회, 월드컵 남자 단식에서 우승하여 커리어 그랜드 슬램을 달성한 남자 선수이다.
은퇴 후에는 지도자가 되어 중국 여자 대표팀 코치를 맡았다. 2010년에 국제 탁구 연맹(ITTF) 명예의 전당에 헌액되었다.